# Большая Ширта
Большая Ширта — река на севере Западной Сибири, в Ямало-Ненецком автономном округе России, правый приток Таза.

## География
Длина реки — 306 км. Площадь водосборного бассейна — 10 200 км². Средний многолетний годовой расход воды около 100 м³/с, объём годового стока реки 3,1 км³. Впадает в реку Таз справа на 876 км от устья. Течёт по северо-восточной части Западно-Сибирской равнины.

## Притоки

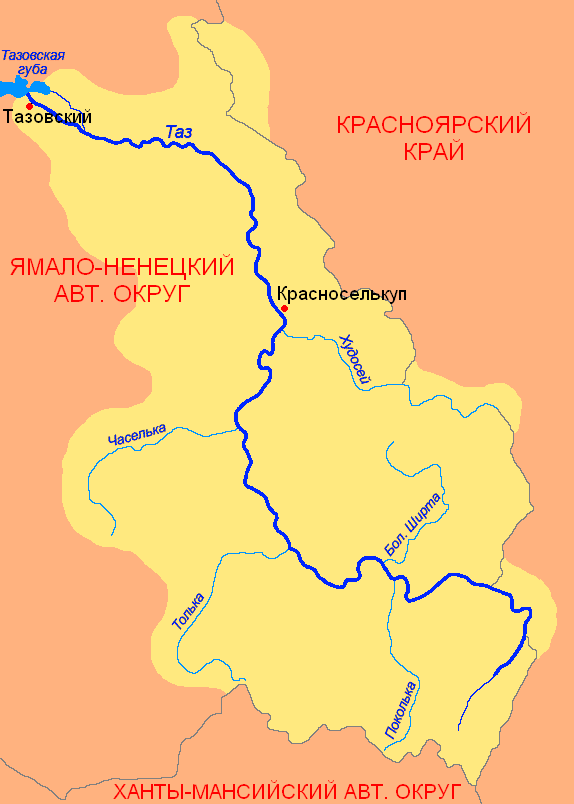
Бассейн реки Таз с притоками

Притоки от устья к истоку:
- 18 км: Топырмачилькикэ
- 32 км: Токъякы
- 50 км: Торнялькикэ
- 53 км: Пиччалькикэ
- 59 км: Мутпорылькикэ
- 64 км: Ниршалькикэ
- 82 км: Няркыльчор
- 106 км: Оккыльчор
- 125 км: Пюлькы
- 139 км: Кэнтылькы
- 151 км: Коршалькикэ
- 155 км: Сяльчальнярылькы
- 162 км: Пюрмалькы
- 180 км: Сайикытакы
- 202 км: Вэттынылькикэ
- 229 км: Многоисточная
- 234 км: Пэлэктытюнампылькы
- 249 км: Вэркыкы
- 265 км: Большой Порог
- 270 км: Кукушкина